# Giải Trì
Giải Trì (tiếng Trung: 解池; bính âm: Xièchí) là hồ tự nhiên lớn nhất ở Sơn Tây, gần Vận Thành, miền Bắc Trung Quốc. Đây là một hồ nước mặn. Có một vài bằng chứng khoa học chứng minh con người đã chiết xuất muối từ hồ này từ khoảng năm 6000 trước công nguyên.